# Галонзчиці
Галонзчиці (пол. Gałązczyce, нім. Giersdorf) — село в Польщі, у гміні Гродкув Бжезького повіту Опольського воєводства.
Населення — 453 особи (2011).
У 1975-1998 роках село належало до Опольського воєводства.

## Демографія
Демографічна структура станом на 31 березня 2011 року:
|          | Загалом | Допрацездатний вік | Працездатний вік | Постпрацездатний вік |
| -------- | ------- | ------------------ | ---------------- | -------------------- |
| Чоловіки | 221     | 46                 | 157              | 18                   |
| Жінки    | 232     | 41                 | 149              | 42                   |
| Разом    | 453     | 87                 | 306              | 60                   |